# Begraca
Begraca (albanska: Begraca, serbiska: Belograce) är en by i Kosovo. Den ligger i kommunen Kaçanik. Enligt den senaste folkräkningen år 2011 fanns det 2 116 invånare.

## Demografi
| Demografi | 2011 |
| --------- | ---- |
| albaner   | 2116 |